# Флаг Арубы
Флаг Ару́бы — официальный символ государства-члена Королевства Нидерландов.
Этот день является государственным праздником островного государства Аруба, известный как «День Флага», и празднуемый жителями острова с карнавальными шествиями и ярмарками.

## Описание
Флаг представляет собой светло-синее поле (называемое «цветом ООН» из-за схожести с цветом поля флага ООН), по которому пролегают две узких параллельных горизонтальных жёлтых полосы в нижней части флага, и четырёхконечную красную звезду в левом верхнем поле флага. Звезда окаймлена тонкой полосой белого цвета.

## Символика
Элементы флага представляют собой сложную символическую систему, которая расшифровывается следующим образом:
- Голубое поле обозначает небо, море, мир, надежду, будущее Арубы и её связи с прошлым[1].
- Две узкие полосы символизируют собой борьбу против апартеида в обществе острова[1]. Одна из них также представляет поток туристов, отдыхающий на Арубе, другая — индустрию, все минеральные богатства Арубы (золото и фосфаты в прошлом, нефть в начале XX века)[1]. Также существуют такие значения, как Солнце, процветание народа и цветок wanglo.
- Звезда обозначает целый комплекс значений:
  - Как правило, с вексиллологической точки зрения, является нестандартным шагом избрания четырёх лучей звезды в качестве представленного символа флага. В данном случае, это было обусловлено заложенным в знак значением множественности стран, откуда происходят собой жители Арубы. Также данная звезда обозначает четыре основных языка, на которых говорят жители Арубы — папьяменто, испанский, английский и голландский.
  - Звезда также обозначает собой сам остров Аруба: кусок суши красного цвета, окаймлённый белоснежными пляжами, и окружённый голубым морем.
  - Также красная звезда представляет кровь, пролитую арубанцами во время войны; прошлое индейцев — аборигенов этой земли, патриотическую любовь арубанцев и дерево фернамбук, часто называемое бразильским деревом.
  - Белая кайма звезды олицетворяет собой честность и чистоту сердец арубанцев.

Флаг губернатора Арубы. Принят 29 октября 1985.